# Bird Island (Aleuten)
Bird Island (englisch für „Vogelinsel“) ist eine unbewohnte 36 ha große Insel der Fox Islands, die zu den Aleuten gehören. Das etwa 1,3 km lange und bis zu 500 m breite Eiland liegt in einer Bucht an der Südküste von Unimak.